# 站长之家
站长之家是一家提供與中文网站的资讯、技术、资源、服务有關的中華人民共和國网站，成立於2002年3月。網站還有建站评测、收录和排名服务。不過中華人民共和國當局禁止的網站站长之家不予收录。

## 外部連結
- 官方网站